# Municipio de Hamilton (condado de Charles Mix)
El municipio de Hamilton (en inglés: Hamilton Township) es un municipio ubicado en el condado de Charles Mix en el estado estadounidense de Dakota del Sur. En el año 2010 tenía una población de 42 habitantes y una densidad poblacional de 0,6 personas por km².

## Geografía
El municipio de Hamilton se encuentra ubicado en las coordenadas 43°18′55″N 98°58′52″O / 43.31528, -98.98111. Según la Oficina del Censo de los Estados Unidos, el municipio tiene una superficie total de 69.52 km², de la cual 58,23 km² corresponden a tierra firme y (16,25 %) 11,29 km² es agua.

## Demografía
Según el censo de 2010, había 42 personas residiendo en el municipio de Hamilton. La densidad de población era de 0,6 hab./km². De los 42 habitantes, el municipio de Hamilton estaba compuesto por el 100 % blancos. Del total de la población el 0 % eran hispanos o latinos de cualquier raza.